# Либеличе
Либеличе (словен. Libeliče) — поселення в общині Дравоград, Регіон Корошка, Словенія. Висота над рівнем моря: 449,2 м.